# Cabrales
Cabrales – gmina w Hiszpanii, w prowincji Asturia, w Asturii, o powierzchni 238,29 km². W 2011 roku gmina liczyła 2157 mieszkańców.